# Fehim Spaho
Fehim ef. Spaho (Sarajevo, 13. veljače 1877. – Sarajevo, 14. veljače 1942.), bošnjački je teolog, znanstvenik, književnik i prevoditelj, šesti po redu reis-ul-ulema u razdoblju Kraljevine Jugoslavije i Nezavisne Države Hrvatske. Brat je vođi Jugoslavenske muslimanske organizacije Mehmedu Spahi. 
Vrijednim se smatraju njegovi prijevodi arapskih i turskih tekstova na hrvatski i bošnjački jezik. Preveo je Gazi Husrev-begove vakufname ↓2 te priredio izdavanje rudarskog zakonika sultana Sulejmana I. iz 1536. godine.

## Životopis
Fehim Spaho rođen je u staroj obitelji s obrtničkim korijenima. On će se kasnije izjašnjavati kao Hrvat, a brat Mustafa, po profesiji inženjer, kao Srbin. Brat Mehmed se u studentsko vrijeme izjašnjavao kao Srbin, a poslije se nije htio nazivati ni Srbinom ni Hrvatom. Unuk brata Mehmeda, Sulejman bio je član Srpske radikalne stranke i izjašnjavao se kao Srbin. Fehimov otac Hadži Hasan ef. radio je kao muderiz ↓3 Gazi Husrev-begove džamije i ravnatelj šerijatske sudačke škole. Fehim je u Sarajevu završio mekteb ibtidaiju, a potom ruždiju, te se upisao u gimnaziju da bi prešao u Šerijatsku sudačku školu, koju prve tri godine upisuje i pohađa kao privatist (privatno ili izvanredno), a onda četvrti i peti razred završava kao đak-šerijatlija. 
Karijeru u državnoj službi započeo je u listopadu 1895. godine kao vilajetski arhivist u upravnom odjelu Zemaljske vlade u Sarajevu. Godine 1908. postao je vladin perovođa, zatim tajnik, a 1920. godine preuzeo je dužnost načelnika islamskog odjela u Ministarstvu vjera u Beogradu. U Sarajevo se vratio 1923. godine kao viši vladin savjetnik i nadstojnik odsjeka za vjeroispovijesti. Iste je godine kao nepoćudan umirovljen, opet vraćen u službu i ponovno umirovljen. 
Fehim ef. Spaho se od mladosti isticao vlastitim, književnim izvornim i prevodilačkim radom. Jedina njegova izvorna pripovijetka je Mladi kućanik, tiskana u Beharu, drugom godištu. Sitnije priloge tiska od početka izlaženja Nade u Sarajevu, čiji je urednik bio Silvije Strahimir Kranjčević. Pravi književni i prevodilački rad otpočinje od 1900. godine kada se počinje tiskati Behar, obiteljski časopis u Sarajevu. Godine 1932. objavio je članke u Napredku i Hrvatskom kolu. U članku u Napredku preveo je Evlijin Čelebijin opis vilajeta Zrinskog. U članku u Hrvatskom kolu piše o Hrvatima u Čelebijinom putopisu.
Njegovi književni radovi su raznovrsni i raznorodni od izvorne pripovijetke, prevedenih romana s turskog jezika, i pripovijetke turskog i arapskog jezika preko povijesno-komparativnih, kulturno-povijesnih, političko-povijesnih, religijskih i šerijatsko-pravnih rasprava i studija. Čak je prvi Fehim ef. Spaho preveo s arapskog na bošnjački jezik, 206 noći iz Tisuću i jedne noći, najpoznatijeg djela i najveće riznice svjetske književnosti. Ne samo to, Fehim ef. Spaho je prvi Bošnjak koji je ne jedan nego osam romana tijekom 1922., 1923., 1914. godine preveo na bošnjački jezik. 
Naibom IZ i predsjednikom Vrhovnog šerijatskog suda imenovan je 1936. godine. Dvije godine nakon smrti reis-ul-uleme Maglajlića, 26. travnja, s 13 od 20 glasova postavljen je na njegovo mjesto. Ustoličen je za reis-ul-ulemu svečano 10. lipnja 1938. godine u Carevoj džamiji u Sarajevu.
Polemika Spaho-Handžić razvila se na stranicama Kalendara Narodne uzdanice 1939. godine. Zagovarao je koncept tumačenja islama u skladu s razvitkom suvremenog života. Dopustio je usklađivanje islamskog načina mjerenja vremena s astronomskim kalendarom, što je bitno za određivanje važnijih nadnevaka kao što je početak Ramazana i njegov kraj te početak Bajrama. Smatrao je da islam mora prihvatiti suvremeno bankovno poslovanje, što znači da se može ukamaćivati vakufski novac. Međutim, protivio se mješovitim brakovima i blagovanju mesa životinja koje nisu obredno zaklane po šerijatu. Podržavao je zabranu političke agitacije i nošenja šešira islamskim vjerskim službenicima.
Prvi put je službeno posjetio Zagreb od 24. do 27. lipnja 1940. godine kad je bio primljen kod Vladka Mačeka, bana Ivana Šubašića, zagrebačkog nadbiskupa Alojzija Stepinca i predsjednika HAZU Alberta Bazale. Dana 28. ožujka 1941. godine poziva sve islamske vjerske službenike na vjernost Kraljevini Jugoslaviji, no već 26. travnja iste godine poziva muslimane na lojalnost novoj državi NDH. To se dogodilo nakon što se neposredno nakon uspostave NDH susreo sa Slavkom Kvaternikom koji mu je prenio Pavelićeva jamstva da će vlada poštovati autonomiju IVZ-a. U Gazi Husrev-begovoj džamiji 11. svibnja Spaho je u obredu zahvale rekao: "Rodila se Nezavisna Država Hrvatska i otpočela je svoj život... Mi muslimani smo je od srca pozdravili, jer znamo, da se nijednom muslimanu ne će i ne može dogoditi nikakva nepravda... Zato smo se sastali danas u ovoj velebnoj džamiji da u njoj zahvalimo Svemogućem na ostvarenju Nezavisne Države Hrvatske".
Već idućega mjeseca 8. lipnja 1941. godine Spaho se pismeno obratio vojskovođi Slavku Kvaterniku navodeći niz pritužbi na račun ustaške vlasti u Bosni i Hercegovini. Zamjerio je što je razgraničenjima župa Bosna opet raskomadana, te što se navodno u sarajevskim sudovima i državnim odvjetništvima postavljaju povjerenici isključivo katolici. Katolici su navodno zamijenili muslimane na položajima glavnih ravnatelja, a islamska djeca pohađaju katoličke škole časnih sestara. Sporadično ustaše vrše zločine nad muslimanima, a imamima se prijeti kod prevođenja pravoslavnih kršćana i judaista na islam. Spaho je postao kritičar ustaškog režima i zaključio da Vlada ne poštuje kompetencije reisu-l-uleme koje ima po šerijatu. U studenom 1941. godine Ministarstvo bogoštovlja NDH je bez obvezne konzultacije s reis-ul-ulemom imenovalo referenta za islamsko bogoštovlje koji je bio pravnik bez šerijatske spreme. Doživjevši to kao poniženje funkcije Spaho je odlučio "da mora u interesu časti i položaja reis-ul-uleme ovu stvar goniti do najvišeg mjesta ili dobiti zadovoljštinu ili se povući".
Nakon što je iznenada preminuo dženaza je obavljena po nezapamćenom snijegu pa je noć prije ukopa dvjestotinjak čistača razgrtalo sarajevske ulice. Umro je ne obavivši hadž. Svoju orijentalističku knjižnicu oporučno je darovao Gazi Husrev-begovoj biblioteci, a brojne druge knjige Narodnoj uzdanici.
Iz sebe je ostavio osmero djece, četiri kćeri: Halidu, Bedriju, Seniju i Salihu, i četiri sina: Hasana, Muhammeda, Nedžiba i Džemala. Od Halide je imao četiri unučadi: Ismeta i Aminu, od Bedrije također dvoje: Almasu i Enisu, od Senije četvero: Rasemu, Mahmuta, Zulejhu i Behiju; od Salihe četvero: Suadu, Zejnu, Fatimu i Fehima, od Hasana dvoje: Melihu i Izeta, od Muhammeda dvoje: Sulejmana i Ibrahima, od Nedžiba četvero: Edina, Edinu, Aidu i Seniju i od Džemala također četvero: Sejdu, Mensuru Džemilu i Fehima zvanog Crni. 

## Radovi

### Znanstveni radovi
- Turski rudarski zakoni (Sarajevo, 1913.)
- Naši narodni nazivi mjeseci u turskim kalendarima iz XVII Vijeka (Sarajevo, 1930.)
- Staroslovenski crkveni stihovi u arapskom pismu (Sarajevo, 1931.)
- Jedan turski dokumenat o Krbavskoj bitci 1493 (Sarajevo, 1931.)
- Prve kavane su otvorene u našim krajevima (Sarajevo, 1931. – 1932.)
- Pobune u Tuzlanskom srezu polovicom XVIII Vijeka (Sarajevo, 1933.)
- Još jedan neobjavljen dokumenat iz pokreta Husejn kapetana Gradaščevića (Sarajevo, 1934.)
- Iz javnog i privatnog života u Doba Turaka (Beograd, 1936.)
- Mješoviti brakovi (Sarajevo, 1938.)
- Arapski, perzijski i turski rukopisi Hrvatskih zemaljskih muzeja u Sarajevu (Sarajevo, 1942.)

### Kratka proza
- Mladi kućanik (Sarajevo, 1901.)

### Prijevodi
- Hiljadu i jedna Noć (Binbir Gece Masalları) (Sarajevo, 1925.)
- Saliha Hanuma (Saliha Hanım) (Sarajevo, 1923.)
- Safija (Safiya) (Sarajevo, 1923.)
- Grmuša (Çalıkuşu) (Sarakevo, 1923.)
- Kad sunce zalazi (Gün batarken) (Sarajevo, 1924.)
- Zaboravljena ljubav (Aşk-i memnu) (Sarajevo, 1924.)
- Zaostale bilješke umrle žene (Olmüs Bir Kadinin Evrak-i Metrukesi) (Sarajevo, 1924.)
- Bolja na srcu (Kalp Ağrisi) (Sarajevo, 1927.)
- Handana (Handan) (Sarajevo, 1930.)

### Prijevodi priča
- Trešnje (Kızılcık Dalları) (Sarajevo, 1929. – 30.)
- Jedna nedužna prevara (Masumane Bir Hile) (Sarajevo, 1929. – 30.)
- Na oporavak (Nekâhat) (Sarajevo, 1930.)
- Tetka Hava (Havva Teyze) (Sarajevo, 1932.)
- Babur Šahova sedžada (Babür Šah'in Seccadesi) (Sarajevo, 1936.)
- Čigra (Topac) (Sarajevo, 1938.)

### O Spahi
- Reis Fehim ef. Spaho: čovjek vizije i akcije (Sarajevo, 2011) – Mustafa Spahić
- Fehim Spaho: život i djelo (Sarajevo, 2012) – Husejin Smajić